# تپه قلعه زاوه و کهنه قلعه
تپه قلعه زاوه و کهنه قلعه مربوط به هزاره یکم پیش از میلاد - سده‌های اولیه دوران‌های اسلامی است و در شهرستان قوچان، بخش مرکزی، شمال روستای دیزادیز دیز واقع شده و این اثر در تاریخ ۲ آبان ۱۳۸۲ با شمارهٔ ثبت ۱۰۴۵۹ به‌عنوان یکی از آثار ملی ایران به ثبت رسیده است.